# Campos Altos (kommun)
Campos Altos är en kommun i Brasilien.   Den ligger i delstaten Minas Gerais, i den sydöstra delen av landet, 500 km söder om huvudstaden Brasília. Antalet invånare är 14 213.
Följande samhällen finns i Campos Altos:
- Campos Altos

Omgivningarna runt Campos Altos är huvudsakligen savann. Runt Campos Altos är det ganska glesbefolkat, med 22 invånare per kvadratkilometer.